# Raptrix occidentalis
Raptrix occidentalis är en bönsyrseart som beskrevs av Atilio Lombardo och Marletta 2004. Raptrix occidentalis ingår i släktet Raptrix och familjen Acanthopidae. Inga underarter finns listade i Catalogue of Life.